# Phycidopsis
Phycidopsis är ett släkte av fjärilar. Phycidopsis ingår i familjen tandspinnare.
Kladogram enligt Catalogue of Life:
| Phycidopsis | \| \| Phycidopsis albovittata \| \| \| \| |
|             | \| \| Phycidopsis albovittata \| \| \| \| |
|             | Phycidopsis albovittata                   |
|             |                                           |